# (13674) Bourge
(13674) Bourge (1997 MJ2) – planetoida z grupy pasa głównego asteroid okrążająca Słońce w ciągu 3,69 lat w średniej odległości 2,39 j.a. Odkryta 30 czerwca 1997 roku.